# حجر آكل المرار
حجر آكل المرار بن عمرو بن معاوية الكندي (نحو 370م - 445م): ملك كندة في عصره، من ملوك معد في بلاد نجد ، وكان من أشد العرب ملكا وسلطانا، وهو أول ملك من ملوك كندة تمكن من توحيد صفوفها ومن تغليبها على قبائل عربية أخرى، ومن توسيع رقعة أراضيها حتى بلغت حدود مملكة المناذرة، ويقال اختل في آخر عمره وخرف. وله وبنوه في كتب الأخبار الكثير، وللشعراء فيه أماديح، وهو الجد الأعلى لامرئ القيس أحد شعراء المعلقات.
وعثر على أهم نقش للملك حجر في جبل كوكب شمال نجران على مسافة 130 كم، جاء فيه الآتي: «حجر بن عمرو ملك كندة» (النقش: Ph-Ry-Li).كما أشير إلى اسمه في الحيرة زمن كسرى أَنُوشِرْوَانَ، فيما زعم أبو الفرج الأصفهاني، قال: وكان في صدره (أي صدر دير هند) مكتوب: «بَنَّت هذه البيعة هند بنت الحارث بن عمرو بن حجر، الملكة بنت الأملاك، وأم الملك عمرو بن المنذر، أمة المسيح، وأم عبده، وأمة عبده، في زمن ملك الأملاك كسرو أنوشروان، وفي زمن أفريم الأسقف، فالإله الذي بنت له هذا الدير يغفر خطيئتها، ويترحم عليها وعلى ولدها، ويقبل بها وبقومها إلى أمانة الحق، ويكون معها ومع ولدها الدهر الداهر».